# Газопровід Верхнього Єгипту
Газопровід Верхнього Єгипту – газопровідна система, яка постачає блакитне паливо до центральних та південних провінцій країни.
Усі райони газовидобутку в Єгипті зосереджені на півночі країни – Суецька затока, дельта Нілу та Середземне море, північ Західної пустелі. Як наслідок, перші кілька десятиліть розвитку газотранспортної системи країни були пов’язані саме із північним регіон. Втім, у середині 2000-х нарешті узялись за масштабний проект подачі блакитного палива на південь, при цьому за вихідний пункт обрали район Дашур на північно-західній околиці карської агломерації, куди ресурс природного газу потрапляв передусім по системі Амірія – Дашур. 
Проект газопроводу до Верхнього Єгипту передбачав спорудження кількох ділянок різного діаметру загальною протяжністю 930 кілометрів:
- діаметром 900 мм та довжиною 88 км від району Дашур по лівобережжю Нілу до Ель-Васта, а потім із переходом на правий берег до ТЕС Куреймат (з кінця 1990-х вже отримувала блакитне паливо по системі Заафарана – Куреймат – Дашур, проте у 2007 – 2011 роках пройшла масштабне розширення зі збільшенням потужності більш ніж удвічі);
- діаметром 750 мм та довжиною 28 км від Куреймат до Бені-Суейф, який є потужним центром цементної промисловості;
- діаметром 800 мм та довжиною 422 км від Бені-Суейф через Абу-Куркас та Асьют до Ґірґи (фази 3, 4 та 5 проекту). Можливо відзначити, що на цій ділянці у 2015 – 2020 роках ввели в дію ТЕС Асьют-Захід;
- діаметром 750 мм та довжиною 392 км від Ґірґи до Асуану. У Асуані головним споживачем природного газу став новий потужний завод азотних добрив компанії KEMA (це дозволило вивести з експлуатації виробництво, яке працювало з 1960-х років та використовувало застарілу технологію електролізу, на що витрачали значні обсяги електроенергії, виробленої Асуанською ГЕС). Також від цієї ділянки проклали відгалуження довжиною 40 км та діаметром 300 мм до Едфу, яке подало ресурс блакитного палива для цукрової промисловості та пов’язаного із нею паперового комбінату компанії MEPPCO.
Закупівля труб для першої ділянки до Куреймат почалась не пізніше 2005 року, а введення всієї системи в експлуатацію припало на 2009 рік. Під час будівництва на трасі довелось облаштувати 975 переходів через дороги, канали та залізниці, найбільшим з яких став перехід під Нілом у Асуані завдовжки 1,75 км.
Пропускна здатність зазначеної системи становить 12 млрд м3 на рік. Для забезпечення перекачування газу у 2012-му в Дашурі ввели в дію компресорну станцію, яка мала чотири турбокомпресори (1 резервний), які піднімали тиск з 2,5 МПа до 7,1 МПа.
У другій половині 2010-х узялись за прокладання другої нитки у складі системи. Першою ділянкою, будівництво якої завершили у 2019 році, став відтинок Дашур – Ель-Васта – Бені-Суейф довжиною 130 км, діаметром 900 мм та пропускною здатністю до 22 млн м3 на добу (8 млрд м3 на рік). Додатковий ресурс блакитного палива був, зокрема, потрібен для надпотужної ТЕС Бені-Суейф (введення в дію почалось з 2016).
У 2022 році міністр нафтогазової промисловості Єгипту оголосив про підготовку до прокладання другої нитки вже між Абу-Куркасом та Асьютом. В останньому місті у 2021-му став до ладу новий енергоблок ТЕС Асьют (Валідія).